# Copa angolesa de futbol
La copa angolesa de futbol és una competició futbolística per eliminatòries d'Angola. És organitzada per la Federação Angolana de Futebol.

## Historial
Font:
| Temporada | Campió                      | Resultat               | Finalista               |
| --------- | --------------------------- | ---------------------- | ----------------------- |
| 1980      | Nacional Benguela           | campionat no oficial   | campionat no oficial    |
| 1981      | TAAG Luanda                 | campionat no oficial   | campionat no oficial    |
| 1982      | Primeiro de Maio (1)        | 2-0                    | Petro Huambo            |
| 1983      | Primeiro de Maio (2)        | 9-1                    | 11 de Novembro          |
| 1984      | Primeiro de Agosto (1)      | 2-0                    | Desportivo Benguela     |
| 1985      | Ferroviário da Huíla (1)    | 2-0                    | Interclube              |
| 1986      | Interclube (1)              | 1-0                    | Primeiro de Maio        |
| 1987      | Petro Atlético (1)          | 4-1                    | Ferroviário da Huíla    |
| 1988      | Sagrada Esperança (1)       | 2-0 (prò.)             | SC Cabinda              |
| 1989      | Ferroviário da Huíla (2)    | 2-1                    | Interclube              |
| 1990      | Primeiro de Agosto (2)      | 1-0                    | Petro Atlético          |
| 1991      | Primeiro de Agosto (3)      | 2-1 (prò.)             | Petro Atlético          |
| 1992      | Petro Atlético (2)          | 3-2                    | Primeiro de Agosto      |
| 1993      | Petro Atlético (3)          | 2-1                    | AS Aviação              |
| 1994      | Petro Atlético (4)          | 2-1                    | Independente Tômbwa     |
| 1995      | AS Aviação (1)              | 3-1                    | Independente Tômbwa     |
| 1996      | Progresso do Sambizanga (1) | 1-0                    | Primeiro de Maio        |
| 1997      | Petro Atlético (5)          | 2-1                    | Primeiro de Agosto      |
| 1998      | Petro Atlético (6)          | 4-1                    | Primeiro de Agosto      |
| 1999      | Sagrada Esperança (2)       | 1-0                    | AS Aviação              |
| 2000      | Petro Atlético (7)          | 1-0                    | Interclube              |
| 2001      | Atlético Namibe (1)         | 3-2                    | SC Cabinda              |
| 2002      | Petro Atlético (8)          | 3-0                    | Desportivo da Huíla     |
| 2003      | Interclube (2)              | 1-0 (gol d'or)         | Sagrada Esperança       |
| 2004      | Atlético Namibe (2)         | 2-0                    | Primeiro de Agosto      |
| 2005      | AS Aviação (2)              | 1-0                    | Interclube              |
| 2006      | Primeiro de Agosto (4)      | 1-1 (prò.) (4-3 p)     | Benfica de Luanda       |
| 2007      | Primeiro de Maio (3)        | 2-1 (prò.)             | Benfica de Luanda       |
| 2008      | Santos FC de Angola (1)     | 1-0 (prò.)             | Recreativo do Libolo    |
| 2009      | Primeiro de Agosto (5)      | 2-1                    | Sagrada Esperança       |
| 2010      | AS Aviação (3)              | 0-0 (prò.) (4-3 p)     | Interclube              |
| 2011      | Interclube (3)              | 1-1 (prò.) (4-2 p)     | Primeiro de Agosto      |
| 2012      | Petro Atlético (9)          | 2-0                    | Recreativo da Caála     |
| 2013      | Petro Atlético (10)         | 1-0                    | Desportivo da Huíla     |
| 2014      | Benfica de Luanda (1)       | 1-0 (prò.)             | Petro Atlético          |
| 2015      | Bravos do Maquis (1)        | 1-0                    | Sagrada Esperança       |
| 2016      | Recreativo do Libolo (1)    | 2-1 (prò.)             | Progresso do Sambizanga |
| 2017      | Petro Atlético (11)         | 2-1                    | Primeiro de Agosto      |
| 2018      | no es disputà               | no es disputà          | no es disputà           |
| 2019      | Primeiro de Agosto (6)      | 2-1                    | Desportivo da Huíla     |
| 2020      | competició cancel·lada      | competició cancel·lada | competició cancel·lada  |
| 2021      | Petro Atlético (12)         | 2–0                    | Interclube              |
| 2022      | Petro Atlético (13)         | 2–1 (prò.)             | Desportivo da Huíla     |
| 2023      | Petro Atlético (14)         | 3–0                    | Académica do Lobito     |
| 2024      | Petro Atlético (15)         | 2–0                    | Bravos do Maquis        |